# Gennadiy Komok
Gennadiy Komok (Zaporiyia, 5 de julio de 1987) es un jugador de balonmano ucraniano que juega de portero en el Motor Zaporiyia. Es internacional con la selección de balonmano de Ucrania.
Su primer gran campeonato con la selección fue el Campeonato Europeo de Balonmano Masculino de 2020.

## Palmarés

### ZTR Zaporiyia
- Liga de Ucrania de balonmano (5): 2007, 2008, 2009, 2010, 2011

### Motor Zaporiyia
- Liga de Ucrania de balonmano (6): 2016, 2017, 2018, 2019, 2020, 2021

## Clubes
| Club            | País    | Año         |
| --------------- | ------- | ----------- |
| ZTR Zaporiyia   | Ucrania | 2006 - 2011 |
| HC Neva         | Rusia   | 2011 - 2012 |
| ZTR Zaporiyia   | Ucrania | 2012 - 2015 |
| Motor Zaporiyia | Ucrania | 2015 - Act. |